# Sweet Talkin' Woman
Sweet talkin' woman is een nummer van de Britse band Electric Light Orchestra uit 1978. Het is de derde single van hun zevende studioalbum Out of the blue.
Het nummer heette eerst Dead end street, maar leadzanger Jeff Lynne veranderde de titel om verwarring met het nummer met dezelfde titel van The Kinks te voorkomen. Sweet talkin' woman heeft een droevige tekst, die gaat over een verloren liefde. Het nummer werd een grote hit op de Britse eilanden, en een bescheiden hit in Noord-Amerika, Australië en het Nederlands taalgebied. In het Verenigd Koninkrijk en Ierland haalde het de 6e positie, in de Nederlandse Top 40 haalde het de 27e positie, en in de Vlaamse Radio 2 Top 30 de 30e.